# باغ هویج
باغ هویج یک روستا در ایران است که در دهستان چهارگنبد شهرستان سیرجان واقع شده‌است. باغ هویج ۴۵ نفر جمعیت دارد.